# Раньше было другое время
«Раньше было другое время» — первая профессиональная работа кинорежиссёра Алексея Балабанова, в то время ассистента Свердловской киностудии. Фильм является учебной работой, снятой во время учёбы на Высших курсах сценаристов и режиссёров.
Практически все съёмки проходили в свердловском кафе «Старая крепость», где в то время бурно кипела музыкальная жизнь. В качестве названия фильма использована цитата из песни Вячеслава Бутусова «Никто мне не поверит» из альбома «Невидимка» (1985).

## Сюжет
На фоне играющего свои первые хиты Вячеслава Бутусова и группы «Nautilus Pompilius» разворачиваются бытовые конфликты случайных людей.

## В ролях
- Игорь Незлобинский — Игорь
- Надежда Озерова — Надя
- Вячеслав Бутусов — камео
- Настя Полева — камео
- Евгений Горенбург — камео
- Владимир Лысенков — отец Игоря
- Алексей Балабанов — посетитель ресторана

## Саундтрек
Наутилус Помпилиус — Кто я?; Всего лишь быть; Никто мне не поверит; Взгляд с экрана
Настя — Клипсо-Калипсо